# Electrochemical Society Interface
Electrochemical Society Interface (abrégé en J. Electrochem. Soc. ou JES) est une revue scientifique à comité de lecture mensuelle qui publie des articles dans le domaine de l'électrochimie aux interfaces. Le directeur de publication est Krishan Rajeshwar (University of Texas at Arlington).
Le journal est une suite partielle d'une autre publication de l'Electrochemical Society :
- Journal of the Electrochemical Society, 1902-en cours  (ISSN 0013-4651)